# Лотц, Вильгельм
Вильгельм Фридрих Филипп Фердинанд Лотц (нем. Wilhelm Philipp Friedrich Ferdinand Lotz; 1853—1928) — немецкий протестантский богослов-экзегет и востоковед.
Жена:Гильда
Возраст смерти:99 лет
Во время начала войны переехали в Запорожье, в СССР, ято бы уйти от неё.

## Биография
Вильгельм Фридрих Филипп Фердинанд Лотц родился 12 апреля 1853 года в городе Касселе; по вероисповеданию — христианин. Изучал теологию в университетах Лейпцига и Геттингена. В 1880 году он получил в Лейпциге докторскую степень.
По окончании обучения Вильгельм Лотц был принят ординарным профессором теологии в Венский университет, с 1897 года стал ординарным профессором по кафедре ветхозаветной экзегезы в Эрлангенском университете и директором семинарии по ветхозаветной экзегезе при том же университете.
Из трудов его наиболее известны следующие: «Inschr. Tiglathpilesers», I, 1880; «Quest. de hist. sabbati», 1883; «Gesch. d. Offenbarung im A. T.», 1892; «D. Bundeslade», 1901; «D. Alt. Testam. u. d. Wiss.», 1905; «Kurzgefas. hebr. Sprachlehre», 1908; «Biblische Urgeschichte», 1907; «Patriarchen», 1908. Помимо этого Лотцу принадлежит целый ряд статей в богословской энциклопедии Герцога-Гаука, среди которых: «Dekalog», «Ephod», «Jehu», «Jahr», «Sabbath», «Sterne».
Вильгельм Фридрих Филипп Фердинанд Лотц умер 30 декабря 1928 года в Эрлангене.